# Ritornel
Een ritornel (soms: ritournelle) is een van oorsprong Italiaanse dichtvorm die bestaat uit 16 regels (strofes), waarbij de eerste zes in omgekeerde volgorde terugkomen in de laatste zes, soms in iets gewijzigde vorm.

## Voorbeeld
Ritournelle
Het licht doet met me wat het wil,
of ik al ga, of ik sta stil,
of ik iets neem, of iets leg neer,
bij alles is het licht mijn heer.
Zo word ik, man, toch nog een vrouw;
ik die van rood houd, word een blauw;
ik die van dag wil zijn, een ding
van avond met in de schemering
een rode streep, die duidt op wind,
tot ik het licht van mijn eigen vind
en met mijn rood sla naar dat blauw
en ik mijn man graaf uit die vrouw.
Eerst dan word ik mijn eigen heer,
of ik iets neem, of iets leg neer,
of ik al ga of ik sta stil,
omdat mijn eigen licht dat wil. 
Pierre Kemp

## Andere betekenissen
Het woord ritornel wordt ook wel gebruikt voor:
- het refrein
- een steeds herhaald drieregelig volksliedje
- bij de muziek verwijst een ritornello naar een terugkerend instrumentaal intermezzo in een lied